# Премия «Эмми» за лучший короткометражный варьете-сериал
Список номинантов и победителей Прайм-тайм премии «Эмми» в номинации «Лучший короткометражный варьете-сериал». Впервые в этой категории награждать стали в 2016 году. Эта номинация заменила другую номинацию за «Лучшую короткоформатную Live-Action развлекательную программу». Эта награда ушла от Прайм-тайм «Эмми» в Творческую премию «Эмми».

## Победители и номинации
указывает на победителя